# Neisseria arctica
Neisseria arctica – gatunek Gram-ujemnej bakterii odkryty w jajach gęsi białoczelnej w 2013 roku na Alasce. Bakteria ta spokrewniona jest z Neisseria animaloris, N. canis oraz N. shayeganii. Tworzy okrągłe, świecące kolonie o szarym lub jasnożółtym kolorze. N. arctica wytwarza katalazę oraz ureazę. Większość izolatów zdolna jest do produkcji kwasu z glukozy i sacharozy, ale nie z maltozy, laktozy, fruktozy czy mannozy.